# Meade County (Kentucky)
Meade County ist ein County im US-Bundesstaat Kentucky. Das U.S. Census Bureau hat bei der Volkszählung 2020 eine Einwohnerzahl von 30.003 ermittelt.
Der Verwaltungssitz (County Seat) ist Brandenburg, das nach Solomon Brandenburg benannt wurde, der das Land zur Stadtgründung zur Verfügung stellte.

## Geographie
Das County liegt im Nordwesten von Kentucky, grenzt im Norden an den Bundesstaat Indiana, getrennt durch den Ohio River und hat eine Fläche von 840 Quadratkilometern, wovon 41 Quadratkilometer Wasserfläche sind. Es grenzt im Uhrzeigersinn an folgende Countys: Hardin County und Breckinridge County.

## Geschichte
Meade County wurde am 17. Dezember 1823 aus Teilen des Breckinridge County und des Hardin County gebildet. Benannt wurde es nach James Meade, der 1813 bei der Schlacht von River Raisin getötet wurde.
13 Bauwerke und Stätten des Countys sind im National Register of Historic Places eingetragen (Stand 12. Oktober 2017).

## Demografische Daten

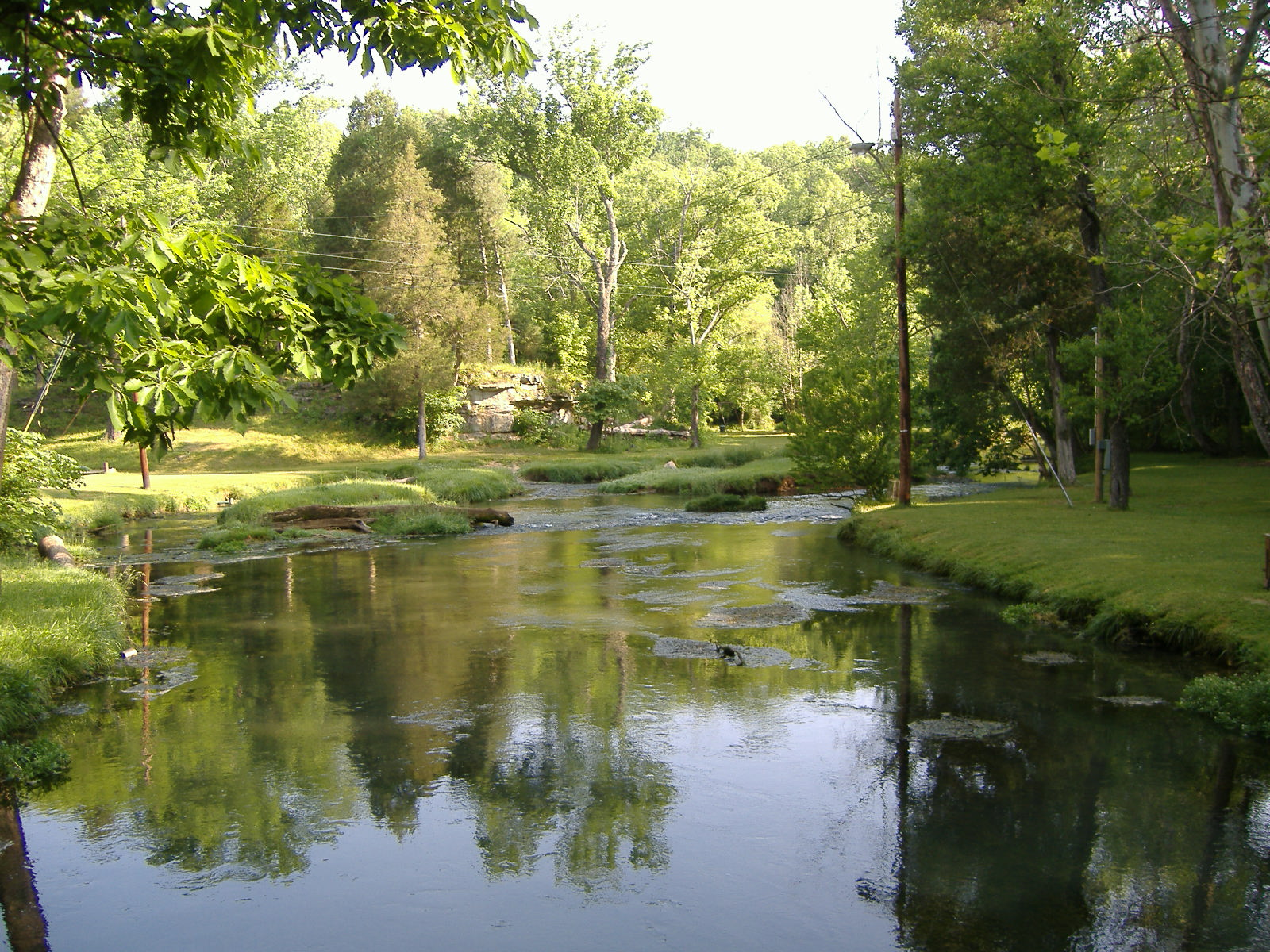
Doe Run Creek nahe Brandenburg

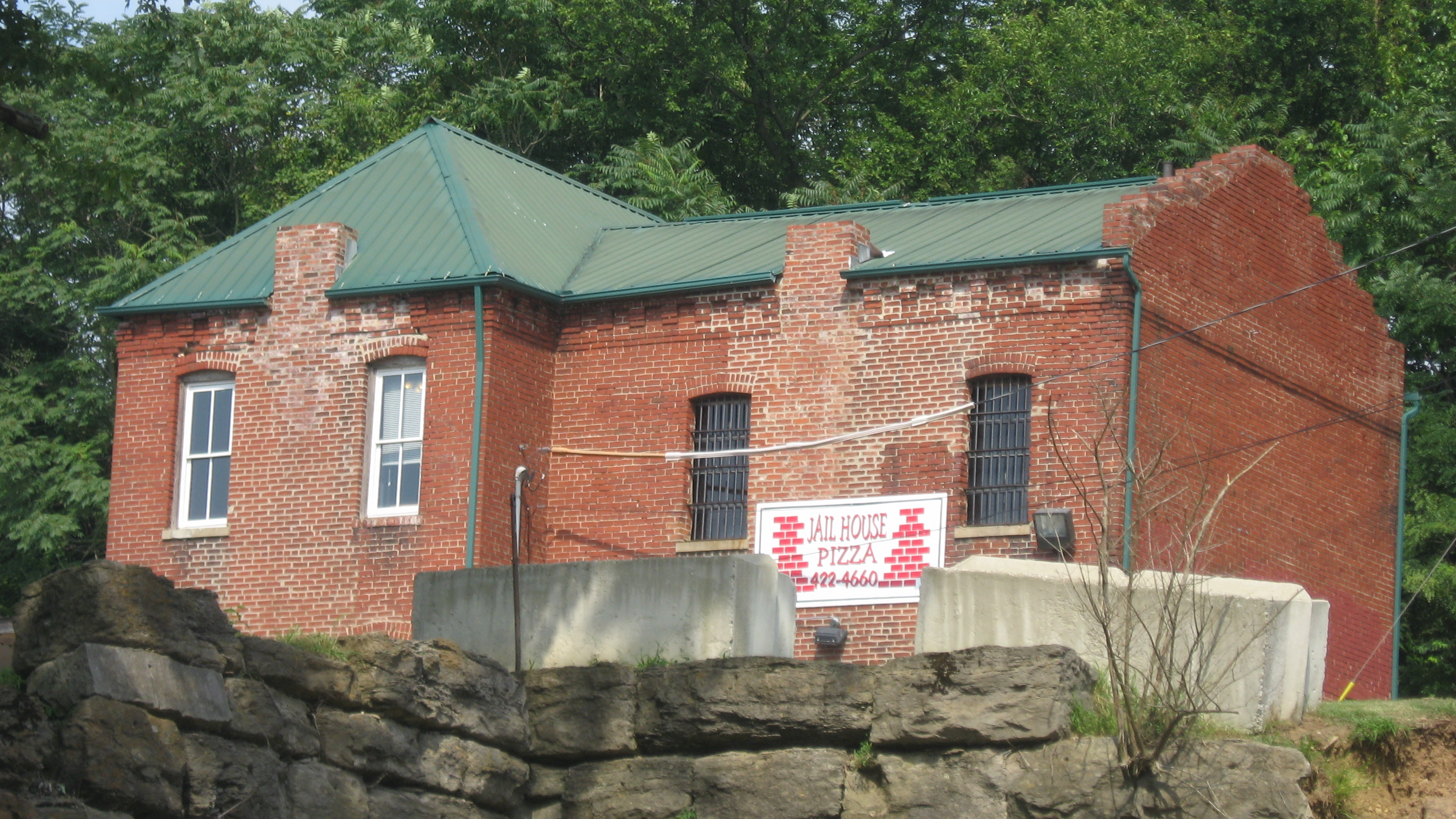
Das ehemalige Meade County Jail, gelistet im NRHP

Nach der Volkszählung im Jahr 2000 lebten im Meade County 26.349 Menschen. Davon wohnten 108 Personen in Sammelunterkünften, die anderen Einwohner lebten in 9.470 Haushalten und 7.396 Familien. Die Bevölkerungsdichte betrug 33 Einwohner pro Quadratkilometer. Ethnisch betrachtet setzte sich die Bevölkerung zusammen aus 92,37 Prozent Weißen, 4,13 Prozent Afroamerikanern, 0,59 Prozent amerikanischen Ureinwohnern, 0,53 Prozent Asiaten, 0,13 Prozent Bewohnern aus dem pazifischen Inselraum und 0,83 Prozent aus anderen ethnischen Gruppen; 1,43 Prozent stammten von zwei oder mehr Ethnien ab. 2,15 Prozent der Bevölkerung waren spanischer oder lateinamerikanischer Abstammung.
Von den 9.470 Haushalten hatten 42,2 Prozent Kinder und Jugendliche unter 18 Jahre, die bei ihnen lebten. 64,1 Prozent waren verheiratete, zusammenlebende Paare, 9,7 Prozent waren allein erziehende Mütter, 21,9 Prozent waren keine Familien, 18,4 Prozent waren Singlehaushalte und in 6,5 Prozent lebten Menschen im Alter von 65 Jahren oder darüber. Die Durchschnittshaushaltsgröße betrug 2,77 und die durchschnittliche Familiengröße lag bei 3,15 Personen.
Auf das gesamte County bezogen setzte sich die Bevölkerung zusammen aus 29,8 Prozent Einwohnern unter 18 Jahren, 9,1 Prozent zwischen 18 und 24 Jahren, 32,7 Prozent zwischen 25 und 44 Jahren, 20,3 Prozent zwischen 45 und 64 Jahren und 8,1 Prozent waren 65 Jahre alt oder darüber. Das Durchschnittsalter betrug 32 Jahre. Auf 100 weibliche Personen kamen 100,4 männliche Personen. Auf 100 Frauen im Alter von 18 Jahren alt oder darüber kamen statistisch 98,3 Männer.
Das jährliche Durchschnittseinkommen eines Haushalts betrug 36.966 USD, das Durchschnittseinkommen der Familien betrug 40.592 USD. Männer hatten ein Durchschnittseinkommen von 30.835 USD, Frauen 22.038 USD. Das Prokopfeinkommen betrug 16.000 USD. 9,3 Prozent der Familien und 11,3 Prozent der Bevölkerung lebten unterhalb der Armutsgrenze. Davon waren 13,8 Prozent Kinder oder Jugendliche unter 18 Jahre und 12,3 Prozent waren Menschen über 65 Jahre.

## Orte im County
- Andyville
- Battletown
- Beechland
- Brandenburg
- Brandenburg Station
- Buck Grove
- Cedar Flat
- Cold Springs
- Concordia
- Eastwood Hills
- Ekron
- Flaherty
- Garrett
- Grahamton
- Guston
- Haysville
- Hillgrove
- Liberty
- Lickskillet
- Lodale
- Midway
- Muldraugh
- Oolite
- Payneville
- Prichard Place
- Rhodelia
- Roberta
- Rock Haven
- Rose Terrace
- Sirocco
- Van Voorhis Manor
- Wolf Creek